# Ritratto d'uomo (Previtali)
Il Ritratto d'uomo è un dipinto olio su tavola di Andrea Previtali conservato presso la pinacoteca dell'Museo Poldi Pezzoli di Milano. La tavola fu dipinta con un Memento mori  ed è firmata ANDREAS.C.A.DI.IO.B.P.: Andrea Cordelle Agi Disciplunus Iovanis Bellini Pinxit.

## Storia
Il dipinto è uno dei primi ritratti del giovane Previtali, quando ancora abitava a Venezia dove si era trasferito fin dalla giovane età con la famiglia che commerciava corde e aghi. Il giovane fu allievo di Giovanni Bellini, e questo dipinto è uno dei primi lavori che l'artista eseguì mentre lavorava ancora alla bottega del maestro veneziano. Proprio per l'attività della sua famiglia Previtali soleva firmarsi Cordeliaghi nei lavori eseguiti in gioventù a Venezia, mentre per quelli che eseguì dopo il suo ritorno a Bergamo si firmò con il suo cognome.

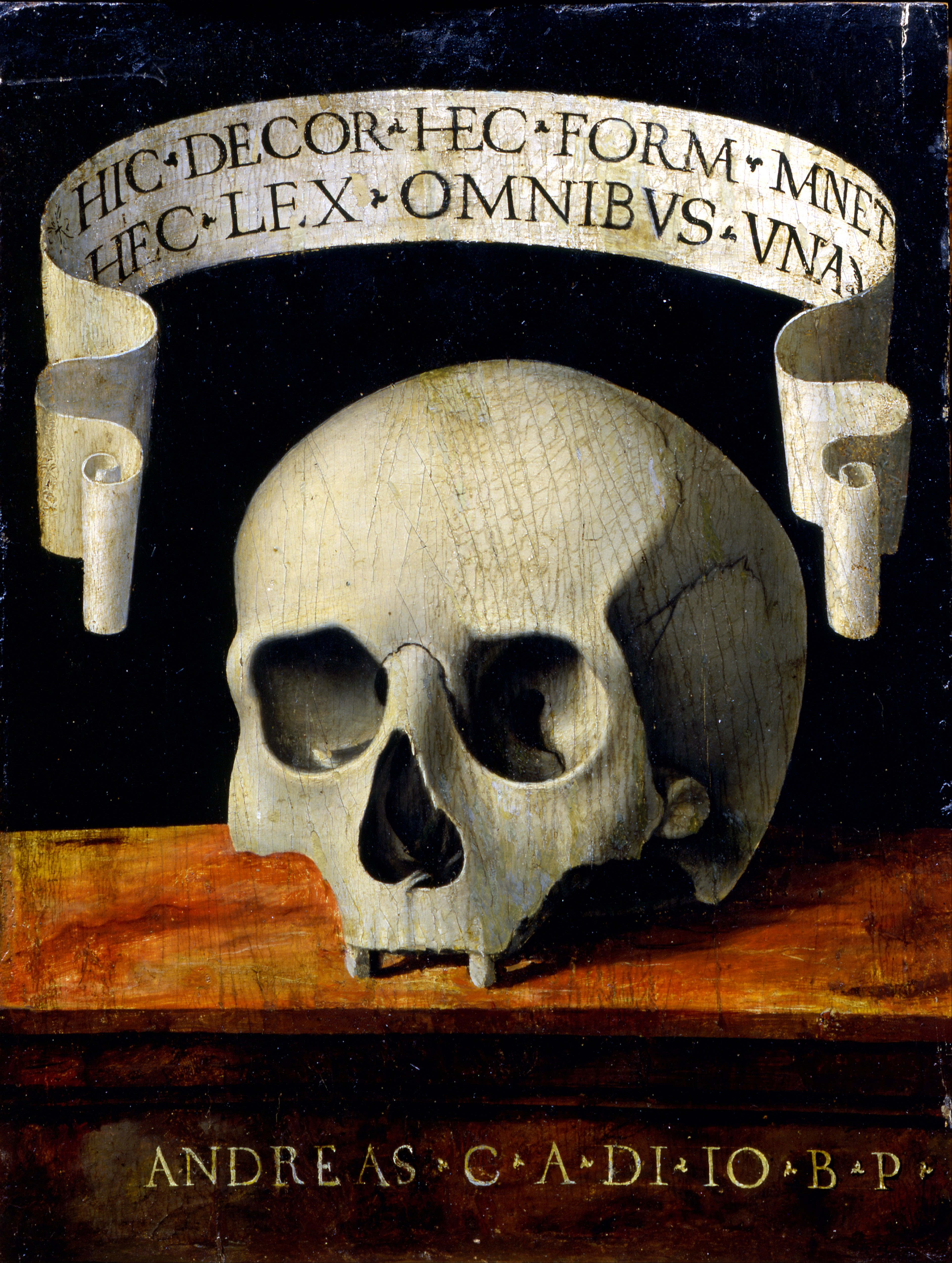
Ritratto d'uomo-Memento Mori

Il dipinto è considerato uno dei lavori migliori del giovane artista ed è dipinto con un Memento mori, la tavola infatti presenta due fori nella parte superiore a indicare che era inserito in una telaio che permetteva la rotazione del dipinto così che fossero visibili entrambi i lati.
Nello stesso periodo l'artista dipinse una nuova tavole raffigurante un ritratto di giovane conservato nella pinacoteca dell'Accademia dei Concordi di Rovigo.

## Descrizione

### Ritratto d'uomo
Il dipinto si divide in due parti: sul fronte il ritratto d'uomo raffigurante un uomo giovane dall'espressione intensa e stupita, forse dall'improvvisa morte. Il quadro richiama alcuni ritratti di Antonello da Messina che visitando Venezia era stato l'apripista del rinascimento veneto, nonché i ritratti di Jacometto Veneziano morto nel 1497 ma di cui il giovane aveva conosciuto le opere. Il dipinto presenta anche tratti leonardeschi nell'aspetto psicologico del ritratto, una intensità introspettiva che porta il dipinto a sembrare una immagine fotografica. Previtali manifesta così la sua grande capacità di catturare le diverse tecniche pittoriche, qualità che lo accompagnerà per tutta la vita. 
L'azzurro intenso dello sfondo è la contrapposizione astratta che vuole evocare una profonda dimensione interiore di paure e timori legati alla meditazione sulla morte e che si collega con il memento macabro dipinto sul lato opposto della tela.

### Memento mori
Il retro del dipinto raffigura un teschio su cui è posto un cartiglio con la scritta HIC DECOR HEC FORMA MANET HEC LEX OMNIBUS UNA, la traduzione è più intrapretativa che letterale, il senso del tempo che diventa legge e che conduce tutti a perdere bellezza e forma per diventare ossa. Il teschio posto su un tavolo di legno riporta sul frontale la firma dell'artista. Ricordati che devi morire è una locuzione usata fin dal tempo dei romani, ma in particolar modo la raffigurazione di teschi e ossa fu in uso dal Medioevo, con l'avvento del Purgatorio. Il teschio nelle raffigurazioni medievali veniva usato come monito per ricordare a tutti che la vita e la gioventù hanno un tempo, e che oltre questo tempo rimane solo quello del giudizio.